# Calixto Ochoa
Calixto Antonio Ochoa Campo (Valencia de Jesús, Valledupar, 14 de agosto de 1934 - Sincelejo, Sucre, 18 de noviembre de 2015) fue un cantante, compositor y acordeonero colombiano de vallenato.

## Familia
Calixto Ochoa contrajo matrimonio con Dulsaides Bermúdez, sus hijos son Calixto, César, Rolando, Adonay, Jackelyn, Katia, Alba, y María Ochoa Bermúdez.

## Trayectoria musical
Nació en Valencia de Jesús, Valledupar, el 14 de agosto de 1934, a los 19 años se marchó del hogar para recorrer las localidades vecinas haciendo lo que más le agradaba: cantar. De pueblo en pueblo, llegó a Sincelejo en 1956, donde realizó su primera grabación titulada «El lirio rojo» para el desaparecido sello Eco. Esta canción, que tuvo muy buena acogida en toda la Costa, le abrió las puertas de las grandes casas disqueras del país. Discos Fuentes fue la primera en llamarlo y fue artista exclusivo de ésta por más de una década. Tras trece años de trabajar para Discos Fuentes, probó con otras empresas, pero siempre volvió a la compañía con la que tantos triunfos obtuvo.
A Discos Fuentes se vinculó cuando, acompañado del conjunto de César Castro, fue descubierto por Antonio Fuentes y de inmediato compuso varios temas que se constituyeron en éxito en todo el país, hecho que le mereció contrato de exclusividad con la disquera. Más tarde Calixto Ochoa tuvo el honor de estar en Los Corraleros de Majagual, cuando Antonio Fuentes lo fundó. Luego formó Calixto Ochoa y su Grupo, y por último creó la agrupación Calixto Ochoa y Los Papaupas, cuyo nombre surgió luego de una presentación en Venezuela, donde el cacique de la región llevó ese nombre.
Calixto se coronó Rey Vallenato en el Festival de 1970 con los temas «El gavilán castigador» y «La puya regional». Las obras de Calixto son las vivencias de personajes y situaciones que forman parte de la vida en la costa, por la tradición fiestera de sus gentes. Compuso con Los Corraleros éxitos como «El Calabacito», «El amigo Chan» y «Remanga». Con sus agrupaciones los temas destacados fueron «Charanga Campesina», «El niño inteligente», «El arbolito Sabanero», «Mata e´caña» y tantos que recorrieron el continente.
Tanto con Los Corraleros de Majagual como con sus propios conjuntos, realizó actuaciones en diferentes países del exterior, de los cuales se destacan Venezuela, Estados Unidos, Costa Rica, Panamá, Ecuador, Nicaragua, República Dominicana, México. En este último país, a principios de los 90 y por invitación de Aniceto Molina, realizó una grabación con el conjunto Luz Roja de San Marcos, de título Huevo sin sal y en la que se incluyen canciones anteriormente grabadas con sus agrupaciones.

## Fallecimiento
Falleció el 18 de noviembre de 2015 a las 6:45 de la mañana en la clínica Santa María de Sincelejo. El compositor de 81 años sufrió una isquemia y problemas renales, según confirmaron fuentes familiares.

## Composiciones
Entre las composiciones musicales de Calixto Ochoa figuran: 
- Los Sabanales: grabada con Los Corraleros de Majagual, versionada por múltiples artistas.
- El Pirulino: la versión grabada por Los Golden Boys fue internacionalizada por la serie colombiana Pedro El Escamoso.
- El Africano: Compuesta junto a Wilfrido Martínez, y grabada originalmente con su agrupación, posteriormente sería internacionalizada por la agrupación de Merengue de Wilfrido Vargas.
- La Medallita: grabada originalmente con Los Corraleros del Majagual, fue versionada luego por el Cuarteto Continental.
- Chan Con Chan: grabada por Los Hispanos con la voz de Rodolfo Aicardi.
- Por Eso Gozo: versionada por Diomedes Diaz y Juancho Rois con el título "La Plata" en el álbum 26 de mayo.
- Todo Es Para Ti: grabada por Diomedes Diaz y "Colacho" Mendoza para su álbum homónimo.
- El Mundo: grabada por Diomedes Diaz y "Colacho" Mendoza para su álbum homónimo.
- Capullito: grabada por Diomedes Diaz y Gonzalo "El Cocha" Molina para su álbum Incontenibles.
- Palomita Volantona: grabada por Diomedes Diaz y Juancho Rois en el álbum Canta Conmigo.
- Alza La Cara: grabada en 1980 por Daniel Celedón e Ismael Rudas (El Doble Poder) en el álbum Volvimos.[7]
- El Ascensor: grabada originalmente con Los Corraleros del Majagual.
- El Calabacito: grabada originalmente con Los Corraleros del Majagual.
- El Dentista: grabada originalmente con Los Corraleros del Majagual.
- El amigo Chan. grabada originalmente con Los Corraleros del Majagual.
- Charanga Campesina.
- Listo Calixto.
- Playas marinas.
- Mata e' caña.
- La Empanadita.
- Marily.
- La Muerte de Marily.
- Lirio Rojo.
- La Ombligona.
- El Niño Inteligente.
- El Viejo del Sombrerón.